# 比西耶尔 (上索恩省)
比西耶尔（法語：Bussières，法語發音：[bysjɛʁ] ⓘ）是法国上索恩省的一个市镇，属于沃苏勒区。

## 地理
比西耶尔（47°20'15"N, 5°58'27"E）面积6.11 平方千米，位于法国勃艮第-弗朗什-孔泰大區上索恩省，该省份为法国东部内陆省份，北起顺时针与孚日省、贝尔福地区省、杜省、汝拉省、科多尔省和上马恩省接壤。
与比西耶尔接壤的市镇（或旧市镇、城区）包括：沙蒂永勒迪克、谢夫罗、奥尼翁河畔屈塞、热讷耶、布洛、奥尼翁河畔沃赖。

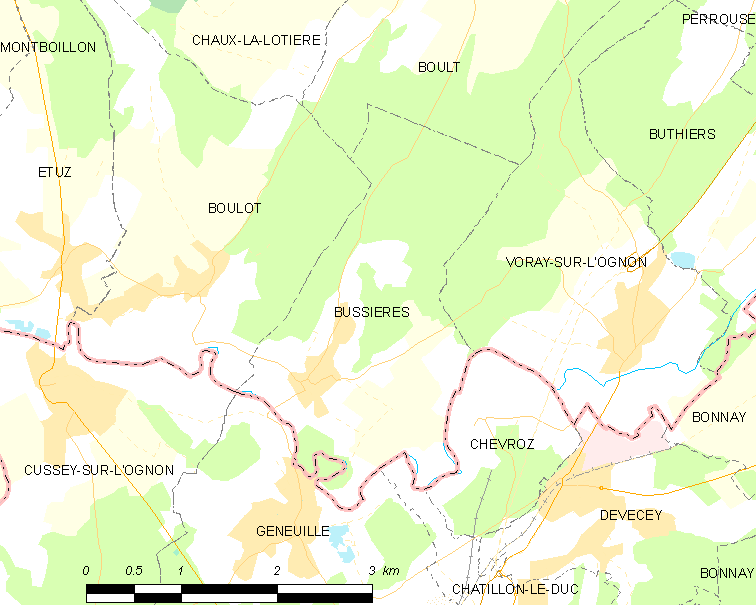
的OSM定位图

比西耶尔的时区为UTC+01:00、UTC+02:00（夏令时）。

## 行政
比西耶尔的邮政编码为70190，INSEE市镇编码为70107。

## 政治
比西耶尔所属的省级选区为里奥县。

## 人口

1962-2008年间人口变化图示

比西耶尔于2022年1月1日时的人口数量为432人。